# Donne senza uomini
Donne senza uomini (زنان بدون مردان, Zanan-e bedun-e mardan) è un film del 2009 diretto da Shirin Neshat.
Pellicola tratta dal romanzo omonimo di Shahrnush Parsipur con l'artista Neshat alla prima regia in un lungometraggio cinematografico,.
Il film ha vinto il Leone d'argento per la miglior regia alla Mostra del cinema di Venezia 2009. In Italia è distribuito dalla BiM Distribuzione il 12 marzo 2010.
È dedicato alla memoria di coloro che hanno perso la vita nella lotta per la libertà e la democrazia in Iran dalla Rivoluzione costituzionale del 1906 al Movimento Verde del 2009.

## Trama
Nell'estate del 1953, la vita di quattro donne iraniane si intreccia con congiunture storiche drammatiche per il paese: il colpo di Stato appoggiato dagli americani e dagli inglesi che portò alla restaurazione al potere dello Scià e alla deposizione del Primo Ministro democraticamente eletto Mohammad Mossadeq.
Fakhri, Zarin, Munis e Faezeh sono quattro donne che provengono da quattro classi sociali differenti ma condividono i momenti drammatici del contesto politico in cui si trovano. Fakhri è una donna di mezza età, che è costretta in un matrimonio in cui i sentimenti sono assenti, ma in lei arde ancora la passione per una sua vecchia fiamma che è tornata dall'America. Zarin è una giovane donna che si prostituisce e che vive il dramma di non riuscire più a vedere i volti degli uomini. Munis ha una fortissima coscienza politica, ma deve subire l'isolamento impostole dal fratello tradizionalista e religiosamente intransigente. La sua amica Faezeh, invece, è totalmente indifferente a quanto accade al di fuori del giardino ove queste donne si sono rifugiate e sogna costantemente di sposare il fratello di Munis.
Mentre la storia scorre nelle strade di Teheran anche le vicende personali di queste quattro donne si sviluppano seguendo percorsi in principio inimmaginabili. Sia Munis che Fakhri affronteranno con coraggio il proprio destino mentre Faezeh e Zarin impongono alla proprie esistenze delle svolte fondamentali per il loro futuro.

## Riconoscimenti
- 2009 - Mostra del cinema di Venezia
  - Leone d'argento per la miglior regia